# Aretza longicornis
Aretza longicornis är en insektsart som beskrevs av Sjöstedt 1921. Aretza longicornis ingår i släktet Aretza och familjen gräshoppor. Inga underarter finns listade i Catalogue of Life.